# Aperregui
Apérregui (oficialmente Aperregi) es un concejo del municipio de Zuya, en la provincia de Álava, País Vasco (España).

## Localización
Apérregui está situado muy cerca de Vitoriano y entre los pueblos de Luquiano y Domaiquia.

## Despoblado
Forma parte del concejo una fracción del despoblado de:
- Urabiano.[1]

## Historia
En la zona de Magnarieta de Aperregui existió un monasterio de Benedictinos desde 1338, con sus dos distintas advocaciones conocidas, Santa Águeda de Magnarieta y Nuestra Señora de Magnarieta.
Hacia mediados del siglo XIX, el lugar, ya por entonces perteneciente a Zuya, tenía contabilizada una población de 139 habitantes. Aparece descrito en el segundo volumen del Diccionario geográfico-estadístico-histórico de España y sus posesiones de Ultramar de Pascual Madoz con las siguientes palabras:

APERREGUI: l. en la prov. de Alava (3 leg. á Vitoria), dióc. de Calahorra (24), part. jud. de Orduña (3), valle, herm. y ayunt. de Zuya (1); sit. á la falda de una montaña; su clima sano; hay unas 27 casas medianas, y escuela de primeras letras, á la cual asisten sobre 21 nioñs y 6 niñas; el maestro disfruta la dotacion anual de 420 rs. La igl. parr. (San Estéban) se halla servida por un beneficiado, á quien antes acompañaba un religioso de Sta. maría la Real de Nájera, cuyo monasterio participaba del diezmo. El term. confina por N. con Guillerna, al E. con Domaiquia, al S. con los Huetos, y por O. con Catadiano: el derrame de las fuentes y las vertientes de las sierras dan el agua necesaria para dos molinos harineros, que solo estaban parados en los tres meses del estío, el terreno compuesto de monte y llano es bastante fértil: los caminos son locales y el correo se recibe con el del ayunt.: prod.: cereales, algunas legumbres y pasto para el ganado: pobl. 26 vec.: 139 alm.: riq. y contr. (V. Alava intendencia).
(Madoz, 1845, p. 365)

En 2022, la entidad singular de población tenía empadronados 38 habitantes y el núcleo de población, 36.

## Demografía
| Gráfica de evolución demográfica de Aperregui entre 2000 y 2019 |
|                                                                 |
| Población de derecho según los censos de población del INE.     |

## Monumentos
- Iglesia parroquial de San Esteban. Posee un retablo mayor churrigueresco que fue diseñado en 1735 por Juan Bautista de Jáuregui, y terminado en 1738 por Martín de Mendoza.
- Antiguo molino. Se sitúa cerca del casco urbano.

## Fiestas
- 7 de octubre (Nuestra Señora del Rosario).

## Personas destacadas
- Pedro de Zárate. En 1539 formó con la expedición de Pascual de Andagoya, en su viaje al Imperio Inca.